# Scaptomyza oahuensis
Scaptomyza oahuensis är en tvåvingeart som beskrevs av Hardy 1967. Scaptomyza oahuensis ingår i släktet Scaptomyza och familjen daggflugor. Inga underarter finns listade i Catalogue of Life.